# Вільгельмсбург (Мекленбург-Передня Померанія)
Вільгельмсбург (нім. Wilhelmsburg) — громада в Німеччині, розташована в землі Мекленбург-Передня Померанія. Входить до складу району Передня Померанія-Грайфсвальд. Складова частина об'єднання громад Торгелов-Фердінандсгоф.
Площа — 47,04 км2. Населення становить 749 ос. (станом на 31 грудня 2020).